# Olympisch Stadion (Montréal)
Het Olympisch Stadion (Frans: Stade Olympique) is een stadion in de Canadese stad Montréal. Het stadion is in de periode van 1973 tot 1976 gebouwd voor de Olympische Zomerspelen van 1976. Het stadion is iets ten noorden van het centrum van de stad gelegen. Het gehele complex was pas 30 jaar na de Olympische Zomerspelen afbetaald. De kosten voor de bouw van het stadion waren 264 miljoen Canadese dollar (C$), maar voor het gehele olympisch complex ruim 1,4 miljard Canadese dollar. Daardoor kreeg het stadion als bijnaam The big owe, oftewel De grote schuld.

## Bouw
De bouw van het stadion begon op 23 april 1973 en diende voor aanvang van de Olympische Zomerspelen in 1976 afgerond te zijn. Het ontwerp was van de Fransman Roger Taillibert. Het stadion, dat aan 55.000 mensen plaats moest bieden, werd voorzien van een schuifdak en diende multifunctioneel te worden. Echter door financiële en technische tegenvallers was het stadion tijdens de openingsceremonie van de Olympische Zomerspelen maar voor de helft afgerond. Het dak was bijvoorbeeld niet volledig gesloten en had een hoogte van 52 meter, hetgeen voor problemen zorgde bij sommige sporten, waarbij bijvoorbeeld de bal tegen het dak aan kwam. Pas in 1998 werd het dak verhoogd, en geheel dichtgemaakt.
De financiële planning kwam eveneens niet uit. De oorspronkelijk geraamde 134 miljoen Canadese dollar was al in 1976 overschreden, waarbij destijds de bouw al 264 miljoen Canadese dollar kostte. Om het geheel te financieren stelde de regering van Quebec een nieuwe belasting in. Pas in 2006 waren alle schulden afbetaald.

## Toren
Het beeld van het stadion naar buiten toe werd met name bepaald door de olympische toren van 175 meter hoog. De toren was echter bij de zomerspelen eveneens niet klaar en de kosten ervan waren ook ruim opgelopen. Pas in 1987 was de toren definitief klaar. Met een kabelbaan is een uitzichtpunt op 166 meter hoogte te bereiken. De toren dient ook om de dakconstructie vast te houden.

## Bespelers
Na de Olympische Zomerspelen werd het stadion door diverse sportverenigingen gebruikt. Hieronder een overzicht:
| Vereniging             | Sport             | Periode                         |
| ---------------------- | ----------------- | ------------------------------- |
| Montreal Impact (1992) | Voetbal           | 1992-2011                       |
| Montreal Impact (2010) | Voetbal           | 2012- (incidentele wedstrijden) |
| Montreal Manic         | Voetbal           | 1981-1983                       |
| Montreal Alouettes     | American football | 1976-heden (met onderbrekingen) |
| Montreal Machine       | American football | 1991-1992                       |
| Montreal Expos         | Honkbal           | 1977-2004                       |

- Library of Congress Control Number: n2011048915
- MusicBrainz: d0c5f1b9-7573-463f-a7af-deddda318fe7
- Virtual International Authority File: 173356460
- WorldCat: E39QH7JmpWKr3cBTcfMWQWyP6g